# Campeonato Mundial de Ciclismo en Pista de 1988
El LXXXV Campeonato Mundial de Ciclismo en Pista se celebró en Gante (Bélgica) entre el 21 y el 25 de agosto de 1988 bajo la organización de la Unión Ciclista Internacional (UCI) y la Federación Belga de Ciclismo.
Las competiciones se realizaron en el Velódromo Blaarmeersen de la ciudad belga. En total se disputaron 9 pruebas, 12 masculinas (5 profesionales y 2 amateur) y 2 femeninas.

## Medallistas

### Masculino profesional
| Evento                 | Oro                        | Plata                     | Bronce                      |
| ---------------------- | -------------------------- | ------------------------- | --------------------------- |
| Velocidad individual   | Stephen Pate Australia     | —                         | Nobuyuki Tawara Japón       |
| Persecución individual | Lech Piasecki · Polonia    | Anthony Doyle Reino Unido | Jesper Worre Dinamarca      |
| Carrera por puntos     | Daniel Wyder · Suiza       | Adriano Baffi · Italia    | Michael Markussen Dinamarca |
| Keirin                 | Claudio Golinelli · Italia | Ottavio Dazzan · Italia   | Michel Vaarten · Bélgica    |
| Medio fondo            | Daniel Clark Australia     | —                         | Walter Brugna · Italia      |

### Masculinoamateur
| Evento      | Oro                                  | Plata                               | Bronce                                   |
| ----------- | ------------------------------------ | ----------------------------------- | ---------------------------------------- |
| Medio fondo | —                                    | Roland Königshofer · Austria        | —                                        |
| Tándem      | Francia Fabrice Colas Frédéric Magné | RFA Hans-Jürgen Greil Uwe Buchtmann | Checoslovaquia Jiří Iliek Lubomír Hargaš |

### Femenino
| Evento                 | Oro                     | Plata                | Bronce                          |
| ---------------------- | ----------------------- | -------------------- | ------------------------------- |
| Persecución individual | Jeannie Longo Francia   | Barbara Ganz · Suiza | Melissa Mayfield Estados Unidos |
| Carrera por puntos     | Sally Hodge Reino Unido | Barbara Ganz · Suiza | Monique de Bruin · Países Bajos |

## Medallero
| Núm. | País           | Oro | Plata | Bronce | Total |
| ---- | -------------- | --- | ----- | ------ | ----- |
| 1    | Australia      | 2   | 0     | 0      | 2     |
| 1    | Francia        | 2   | 0     | 0      | 2     |
| 3    | Italia         | 1   | 2     | 1      | 4     |
| 4    | Suiza          | 1   | 2     | 0      | 3     |
| 5    | Reino Unido    | 1   | 1     | 0      | 2     |
| 6    | Polonia        | 1   | 0     | 0      | 1     |
| 7    | Austria        | 0   | 1     | 0      | 1     |
| 7    | RFA            | 0   | 1     | 0      | 1     |
| 9    | Dinamarca      | 0   | 0     | 2      | 2     |
| 10   | Bélgica        | 0   | 0     | 1      | 1     |
| 10   | Checoslovaquia | 0   | 0     | 1      | 1     |
| 10   | Estados Unidos | 0   | 0     | 1      | 1     |
| 10   | Japón          | 0   | 0     | 1      | 1     |
| 10   | Países Bajos   | 0   | 0     | 1      | 1     |
|      | TOTAL          | 8   | 7     | 8      | 23    |